# Spiræa
Spiræa (Spiraea) er en slægt med ca. 80 arter, der er udbredt i de tempererede egne af Europa, Asien og Nordamerika med et tyngdepunkt i Kina, hvor de 70 af arterne findes. Det er løvfældende buske med spredtstillede blade, som er usammensatte og oftest kortstilkede. Bladranden er oftest savtakket, tandet eller lappet, men sjældent helt uden indskæringer. Blomsterne er samlet i forskellige slags stande. De enkelte blomster er 5-tallige og regelmæssige, forholdsvis små og oftest tvekønnede. Kronbladene er hvide, lyserøde eller gammelrosa. Frugterne er bælgfrugter med mange bittesmå frø.
| Beskrevne arter |

- Birkespiræa (Spiraea betulifolia)
- Snedrivebusk (Spiraea x cineria)
- Japansk spiræa (Spiraea japonica)
- Pilebladet spiræa (Spiraea salicifolia)
- Trelappet spiræa (Spiraea trilobata)
- Buketspiræa (Spiraea x vanhouttei)

| Andre arter |

| - Spiraea affinis - Spiraea alaskaense - Spiraea alba - Spiraea albiflora - Spiraea alpina - Spiraea arcuata - Spiraea bella - Spiraea blumei - Spiraea canescens - Spiraea cantoniensis - Spiraea chamaedryfolia - Spiraea chinensis - Spiraea corymbosa - Spiraea crenata - Spiraea dasyantha - Spiraea douglasii - Spiraea flexuosa - Spiraea formosana - Spiraea fritschiana - Spiraea gemmata - Spiraea hayatana - Spiraea henryi | - Spiraea hirsuta - Spiraea hypericifolia - Spiraea lucida - Spiraea media - Spiraea micrantha - Spiraea miyabei - Spiraea mollifolia - Spiraea mongolica - Spiraea myrtilloides - Spiraea nipponica - Spiraea prunifolia - Spiraea pubescens - Spiraea rosthornii - Spiraea splendens - Spiraea stevenii - Spiraea thunbergii - Spiraea tomentosa - Spiraea trichocarpa - Spiraea vacciniifolia - Spiraea veitchii - Spiraea virginiana - Spiraea wilsonii |